# Magasins généraux de Lille
Les Magasins généraux de Lille ou Grand Magasin, initialement nommés magasin au bled des châtellenies de Lille, Douai et Orchies, est un ancien magasin général situé 133 rue Royale à Lille, dans le département du Nord.

## Histoire

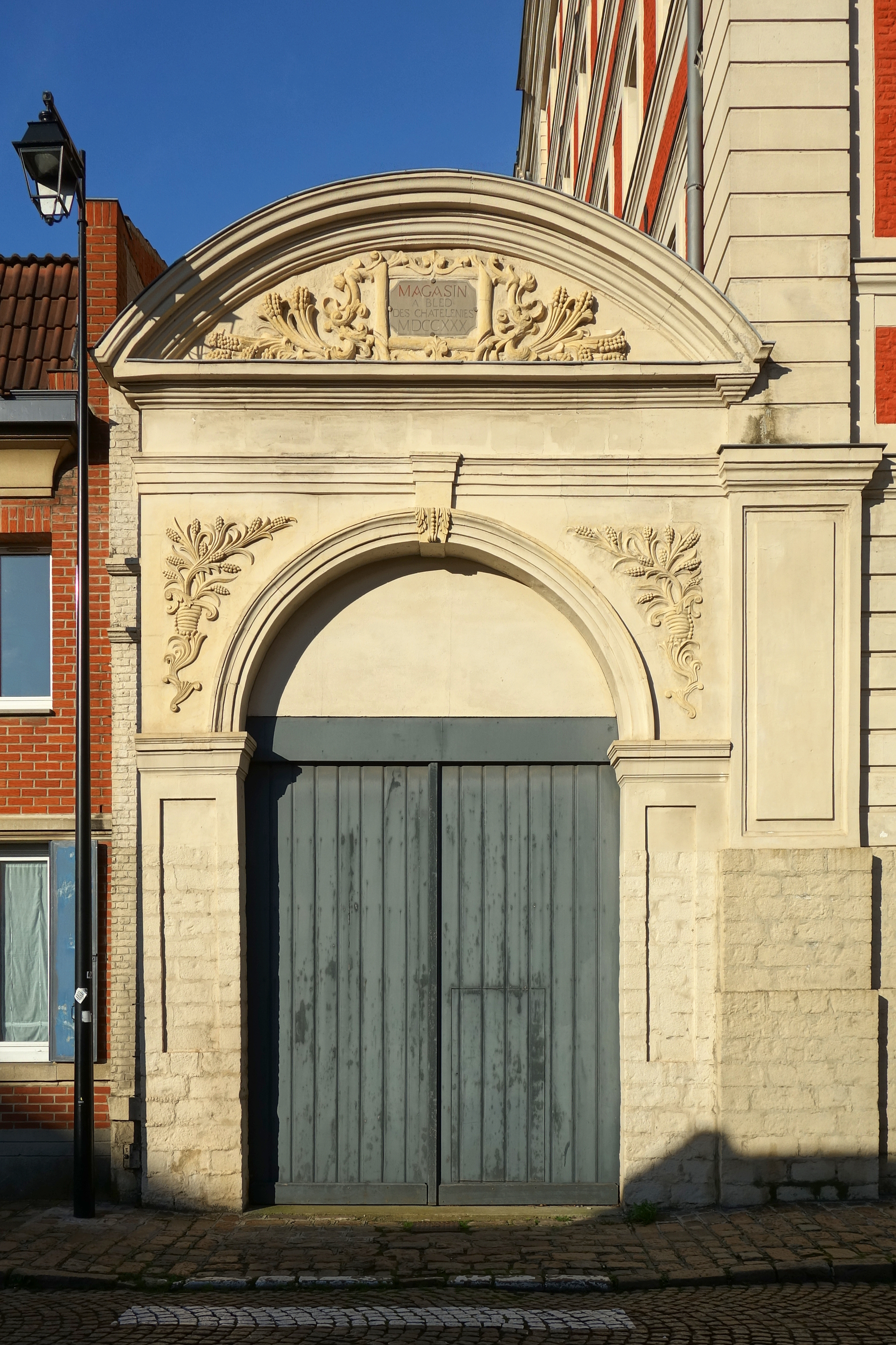
Porte arrière des magasins

En 1727, les châtellenies de Lille, Douai et Orchies décident de construire un magasin à blé destiné à lutter contre les disettes et les spéculations. Edifié entre 1728 et 1733, le magasin est précédé d'une cour encadrée par deux maisons acquises en 1734, dont l'une fait office de logement du concierge.
En 1790, après la suppression des administrations de l’Ancien Régime, la ville y installe ses services. En 1818, le magasin devient la propriété du ministère de la Guerre, qui utilisait déjà une partie des greniers depuis plusieurs années.
En 1985, la ville de Lille devient propriétaire des bâtiments dans le cadre de la procédure dite d’échanges compensés Ville/Armée. En 1986, le magasin est confié à l'Éducation Nationale pour y installer son Centre Régional de Documentation Pédagogique mais le projet n'aboutit pas et il est finalement vendu aux enchères en 2003. En 2005, il est acquis par l'Immobilière Marignan, qui l'aménage en logements de standing.
Ce bâtiment fait l’objet d’une inscription au titre des monuments historiques depuis le 10 février 1948.

## Architecture
Le magasin est construit en briques sur un soubassement de grès. Les niveaux supérieurs en briques alternent avec des chaînages, cordons et fronton en pierre de Lezenne. L'ensemble repose sur deux rangées de 14 piliers de grès. Le nombre d'or se retrouverait dans les proportions de la toiture, couverte d'ardoise, par rapport à l'élévation.
De plan rectangulaire, le bâtiment était distribué par deux escaliers placés dans les pavillons flanquant chacune des extrémités Est et Ouest de la façade sur cour. Il comprenait neuf niveaux, soit une cave demi-enterrée qui servait de magasin aux eaux-de-vie, sept greniers de 1000 m² chacun et, au denier niveau, un grenier plus petit. Seul le niveau de caves est voûté, les autres étaient séparés par des planchers et divisés en trois nefs par deux files de quatorze piliers. Trois entonnoirs, ménagés dans chaque plancher, permettaient de faire circuler les sacs de blé.